# Brian Ortega
Brian Martin Ortega (født 21. februar 1991 i Los Angeles i USA) er en amerikansk MMA-uddøver som siden 2014 har konkurreret i organisationen Ultimate Fighting Championship.

## Baggrund
Ortega blev født i Los Angeles, Californien; han er af mexicansk oprindelse og besidder dobbelt statsborgerskab da begge hans forældre er fra Hermosillo, Sonora, Mexico. Han voksede op i San Pedro i Californien. Brian begyndte at træne MMA da han var 5 år gammel. Da han blev 13 år begyndte han at træne Brasiliansk Jiu-jitsu i the Gracie Jiu-Jitsu Academy under Rorion Gracie, og hans søn Ryron, Rener og Ralek Gracie i Torrance i Californien.

## Mesterskaber og hæder
- Ultimate Fighting Championship
  - Fight of the Night (4 gange) vs. Thiago Tavares, Renato Moicano, Cub Swanson og Max Holloway

- - Performance of the Night (2 gange) vs. Cub Swanson and Frankie Edgar[11][13]
- World MMA Awards
  - 2017 Breakthrough Fighter of the Year[14]
- MMAJunkie.com
  - 2015 June Fight of the Month vs. Thiago Tavares[15]
- Resurrection Fighting Alliance
  - RFA Featherweight Champion (1 gang)

## Rekordliste
| Resultat | Facit    | Modstander               | Metode                        | Begivenhed                             | Dato            | Omgang | Tid  | Sted            | Noter        |
| -------- | -------- | ------------------------ | ----------------------------- | -------------------------------------- | --------------- | ------ | ---- | --------------- | ------------ |
| Sejr     | 14–0 (1) | USA Frankie Edgar        | KO (slag)                     | UFC 222                                | 3 marts 2018    | 1      | 4:44 | USA Las Vegas   |              |
| Sejr     | 13–0 (1) | USA Cub Swanson          | Submission (guillotine)       | UFC Fight Night: Swanson vs. Ortega    | 9 december 2017 | 2      | 3:22 | USA Fresno      |              |
| Sejr     | 12–0 (1) | Brasilien Renato Moicano | Submission (guillotine)       | UFC 214                                | 29 juli 2017    | 3      | 2:59 | USA Anaheim     |              |
| Sejr     | 11–0 (1) | USA Clay Guida           | KO (knæ)                      | UFC 199                                | 4 juni 2016     | 3      | 4:40 | USA Inglewood   |              |
| Sejr     | 10–0 (1) | Brasilien Diego Brandão  | Submission (triangle choke)   | UFC 195                                | 2 januar 2016   | 3      | 1:37 | USA Las Vegas   |              |
| Sejr     | 9–0 (1)  | Brasilien Thiago Tavares | TKO (slag)                    | UFC Fight Night: Boetsch vs. Henderson | 6 juni 2015     | 3      | 4:10 | USA New Orleans |              |
| NC       | 8–0 (1)  | USA Mike De La Torre     | No Contest                    | UFC on Fox: Lawler vs. Brown           | 26 juli 2014    | -      | -    | USA San Jose    | Skabelon:Anm |
| Sejr     | 8–0      | USA Keoni Kog            | Delt afgørelse                | RFA 12: Ortega vs. Kog                 | 24 januar 2014  | 5      | 5:00 | USA Los Angeles |              |
| Sejr     | 7–0      | USA Jordan Rinaldi       | Submission (triangle choke)   | RFA 9: Munhoz vs. Curran               | 16 august 2013  | 3      | 2:29 | USA Pomona      |              |
| Sejr     | 6–0      | USA Thomas Guimond       | Submission (triangle choke)   | Respect In The Cage 20                 | 4 maj 2013      | 1      | 4:02 | USA Pomona      |              |
| Sejr     | 5–0      | USA Carlos Garces        | Enstemmig afgørelse           | Respect In The Cage 10                 | 12 marts 2011   | 5      | 5:00 | USA Pomona      |              |
| Sejr     | 4–0      | USA Chris Mercado        | Enstemmig afgørelse           | Respect In The Cage 9                  | 15 januar 2011  | 3      | 5:00 | USA Pomona      |              |
| Sejr     | 3–0      | USA Vincent Martinez     | Submission (rear-naked choke) | Respect In The Cage 5                  | 24 juli 2010    | 1      | 1:54 | USA Los Angeles |              |
| Sejr     | 2–0      | USA Brady Harrison       | Enstemmig afgørelse           | Gladiator Challenge: Bad Behavior      | 27 juni 2010    | 3      | 3:00 | USA San Jacinto |              |
| Sejr     | 1–0      | USA John Sassone         | Submission                    | Gladiator Challenge: Maximum Force     | 25 april 2010   | 1      | 1:48 | USA San Jacinto |              |